# Flora Sinensis
Flora sinensis è un'opera di Michał Boym, missionario gesuita proveniente dalla Polonia (all'epoca parte della Confederazione polacco-lituana). Si tratta di uno dei primi libri di storia naturale europei riguardanti la Cina, pubblicato a Vienna nel 1656.
L'opera rappresenta la prima descrizione di un ecosistema dell'Estremo Oriente pubblicata in Europa. L'autore si è concentrato in particolar modo sulle proprietà medicinali delle piante descritte.

## Illustrazioni

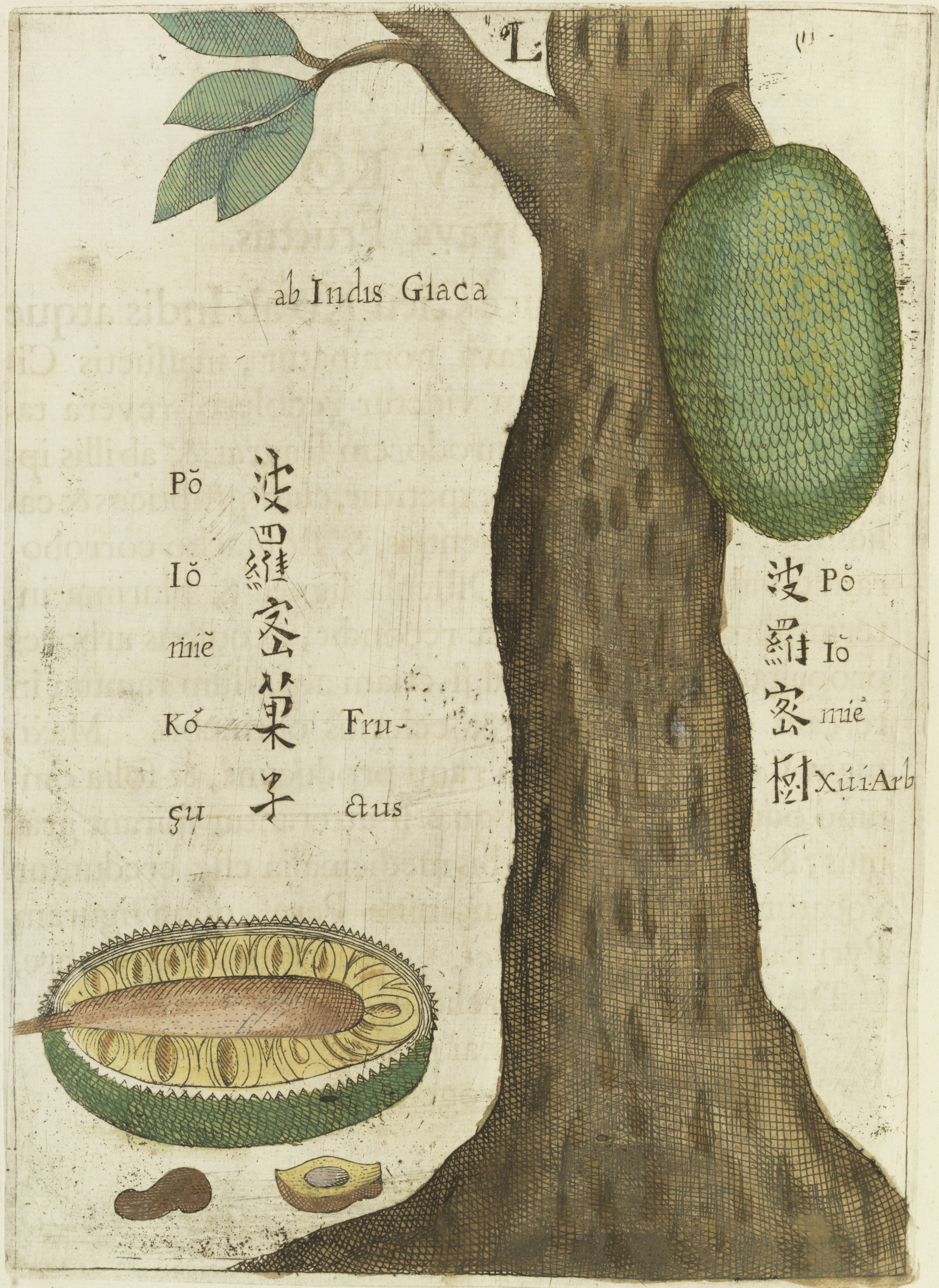
Giaca
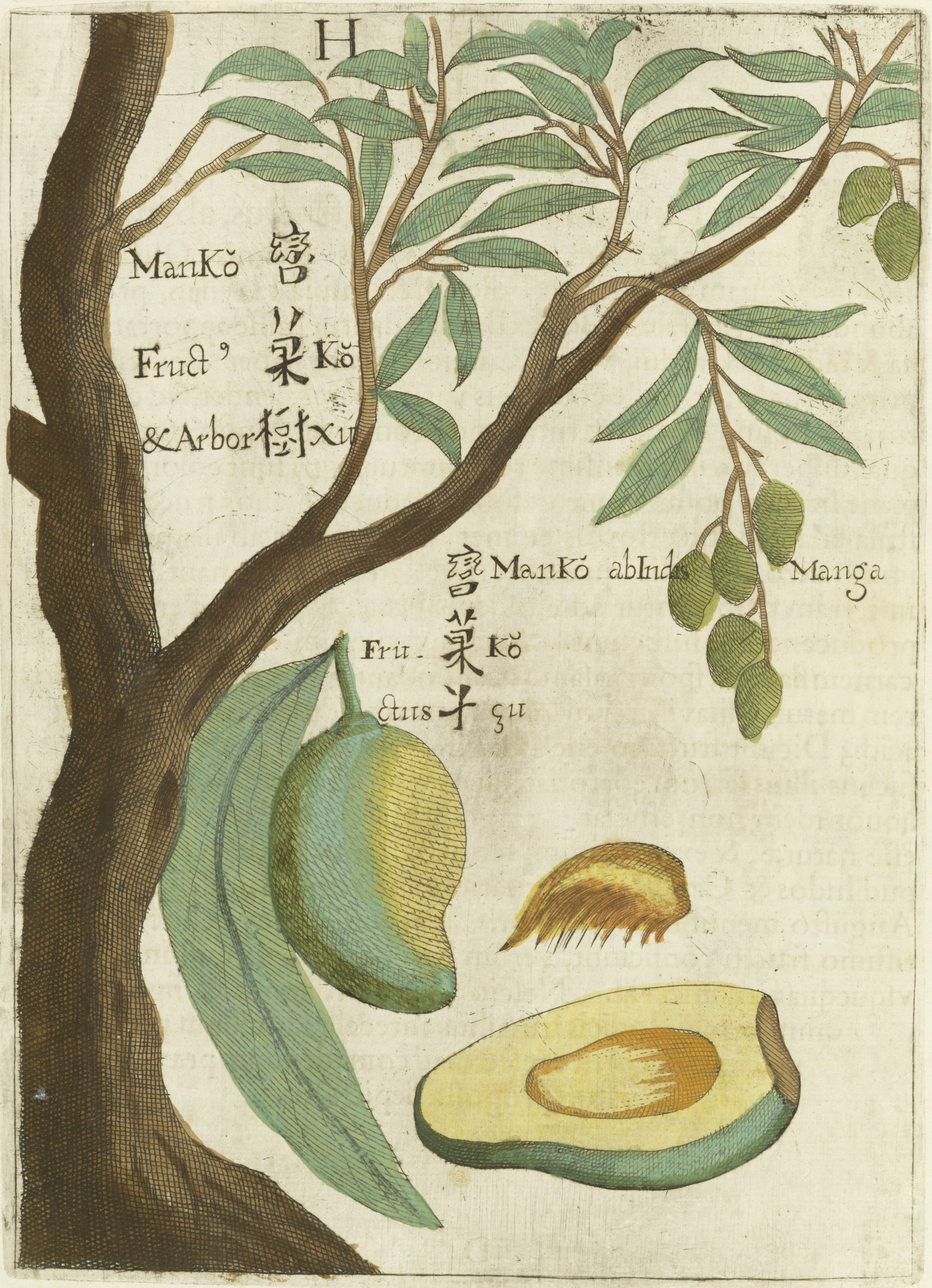
Mango
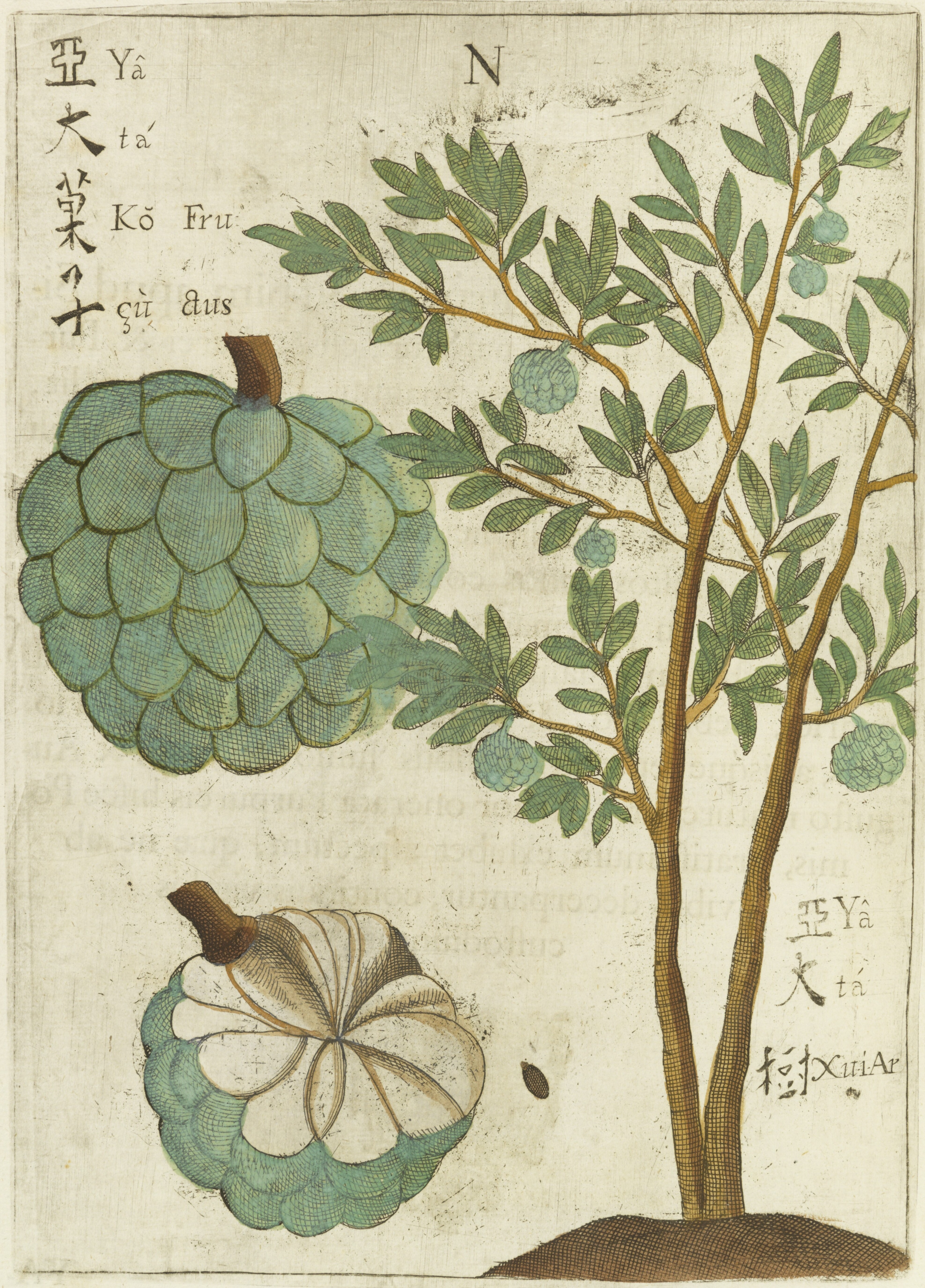
Annona squamosa
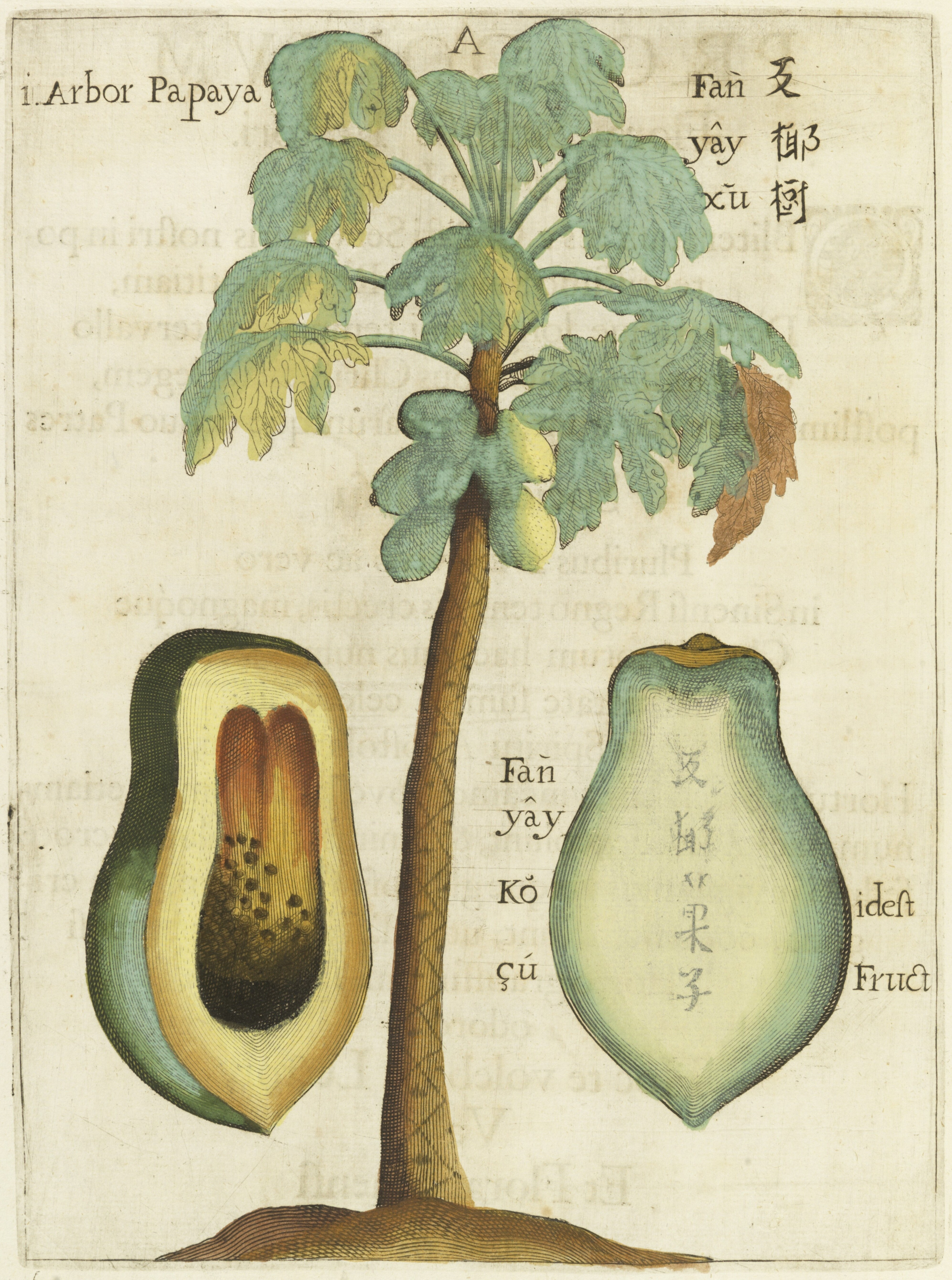
Papaya
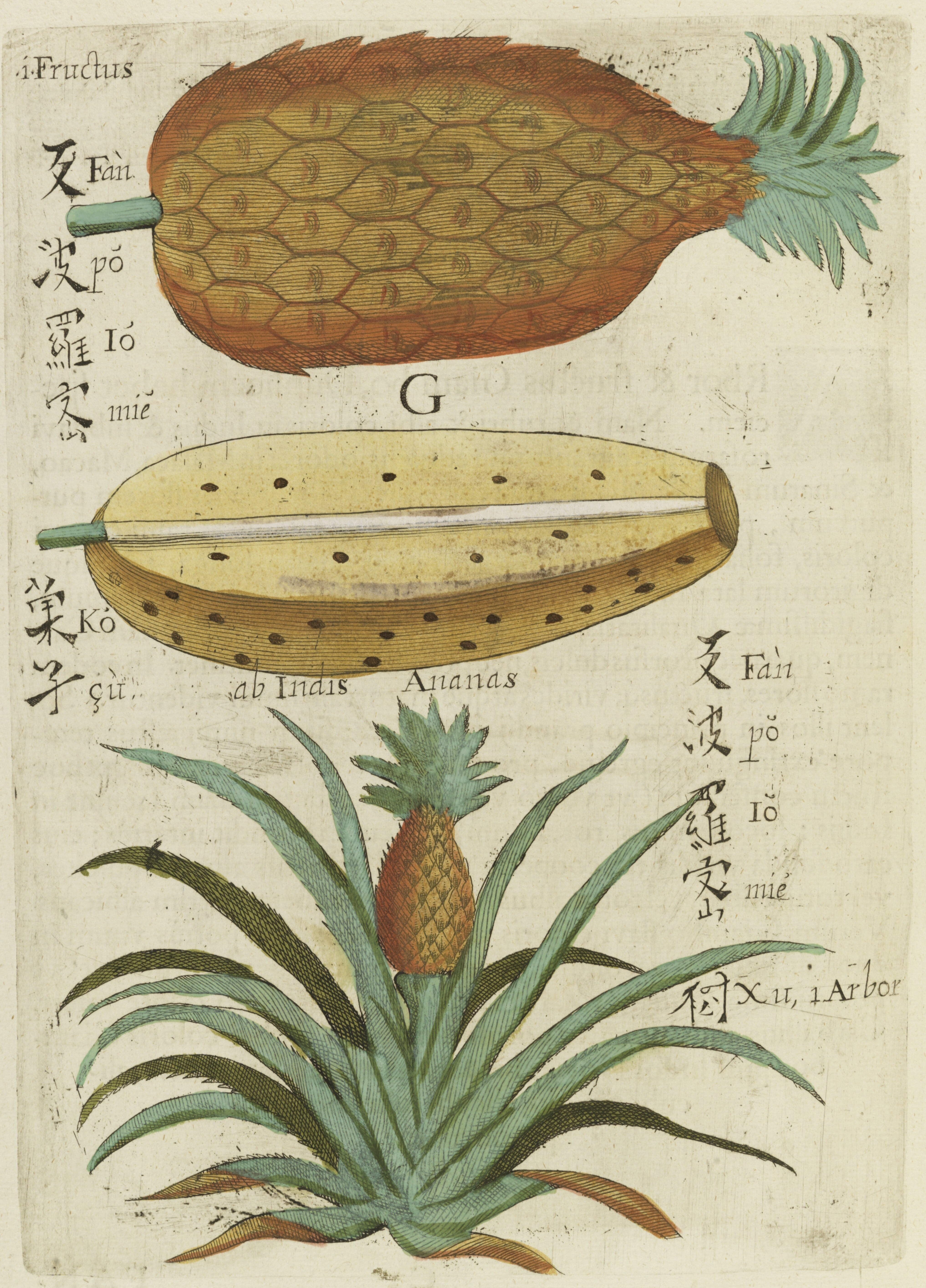
Ananas
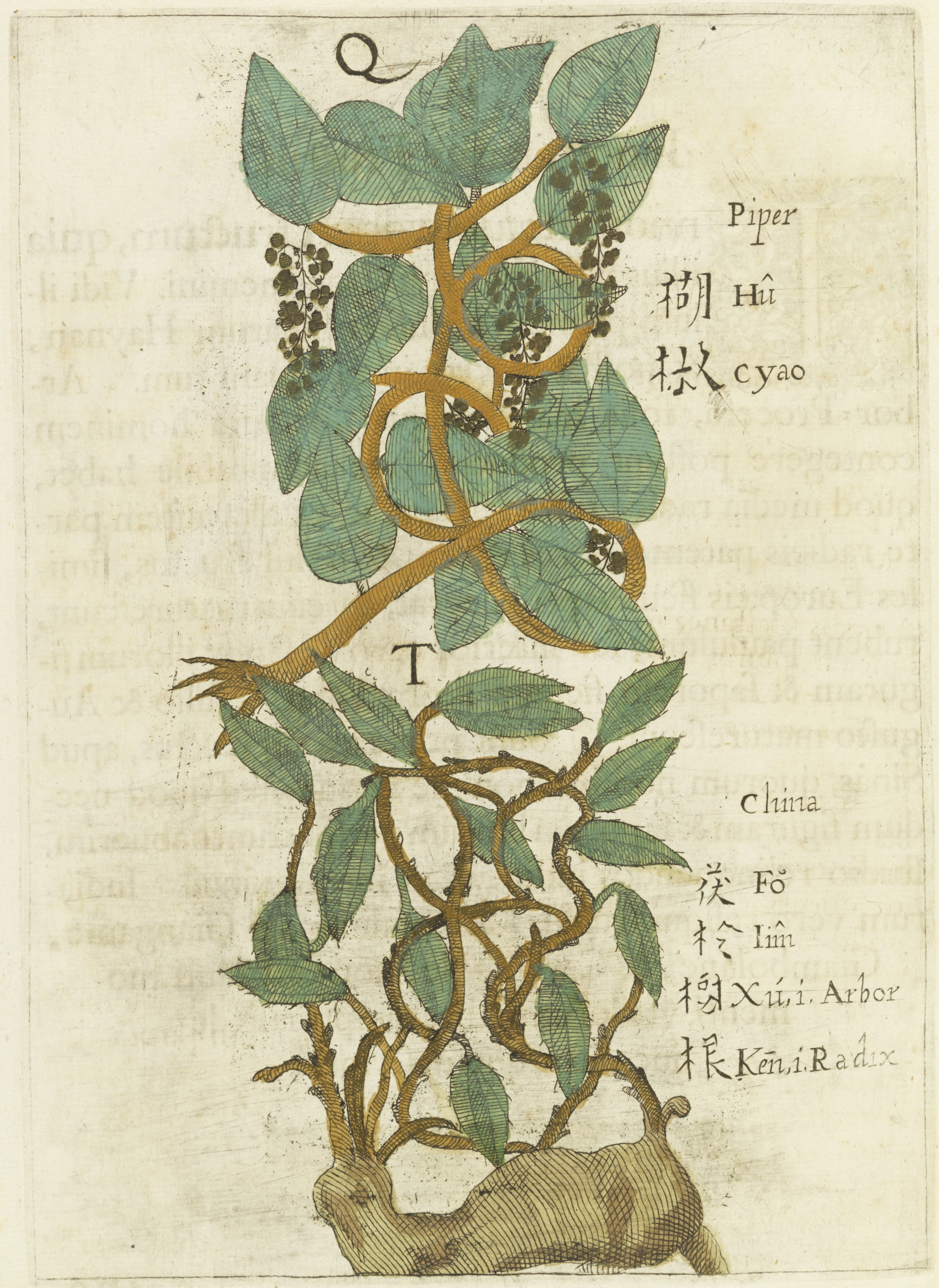
Pepe
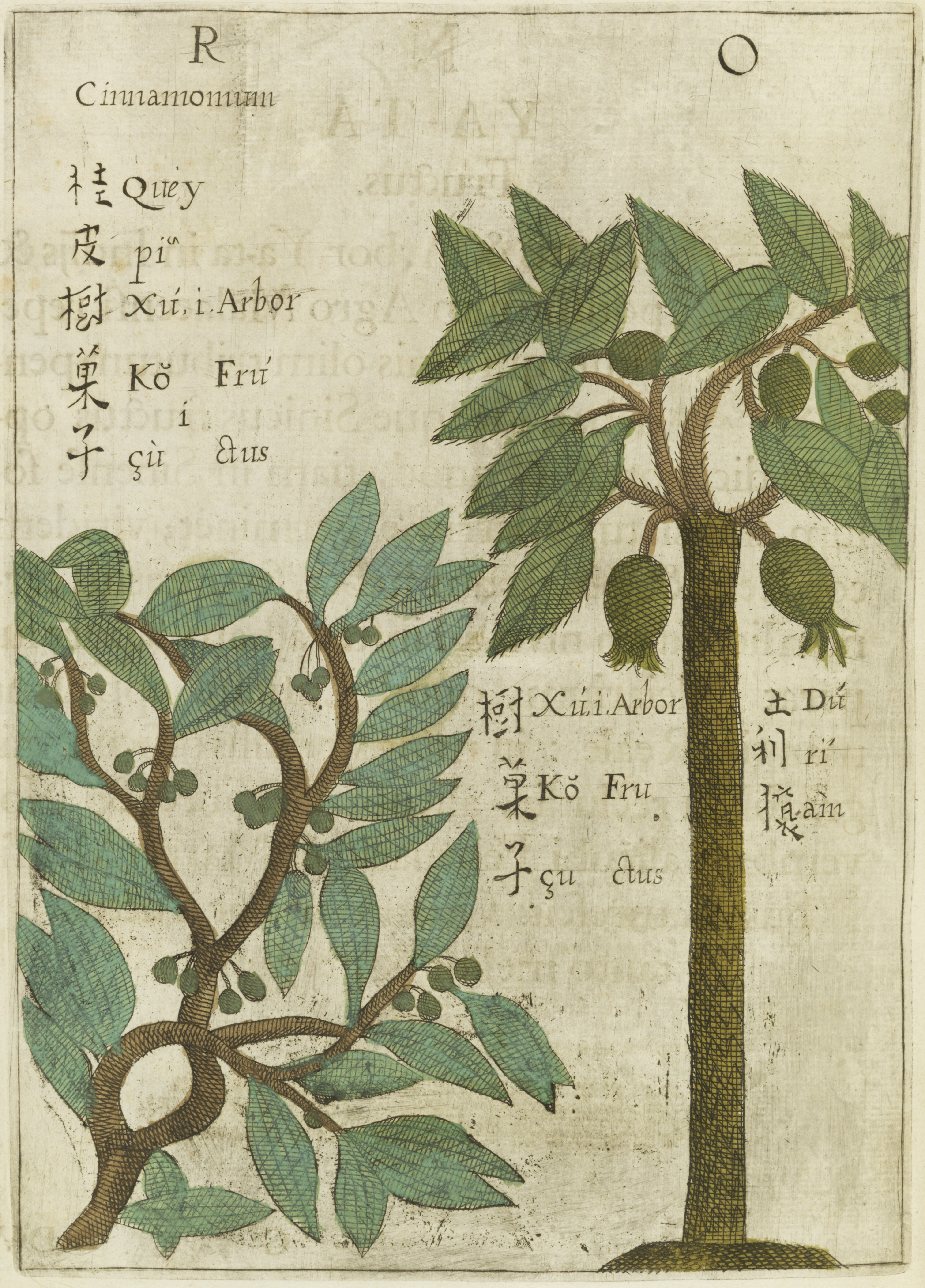
Cannella
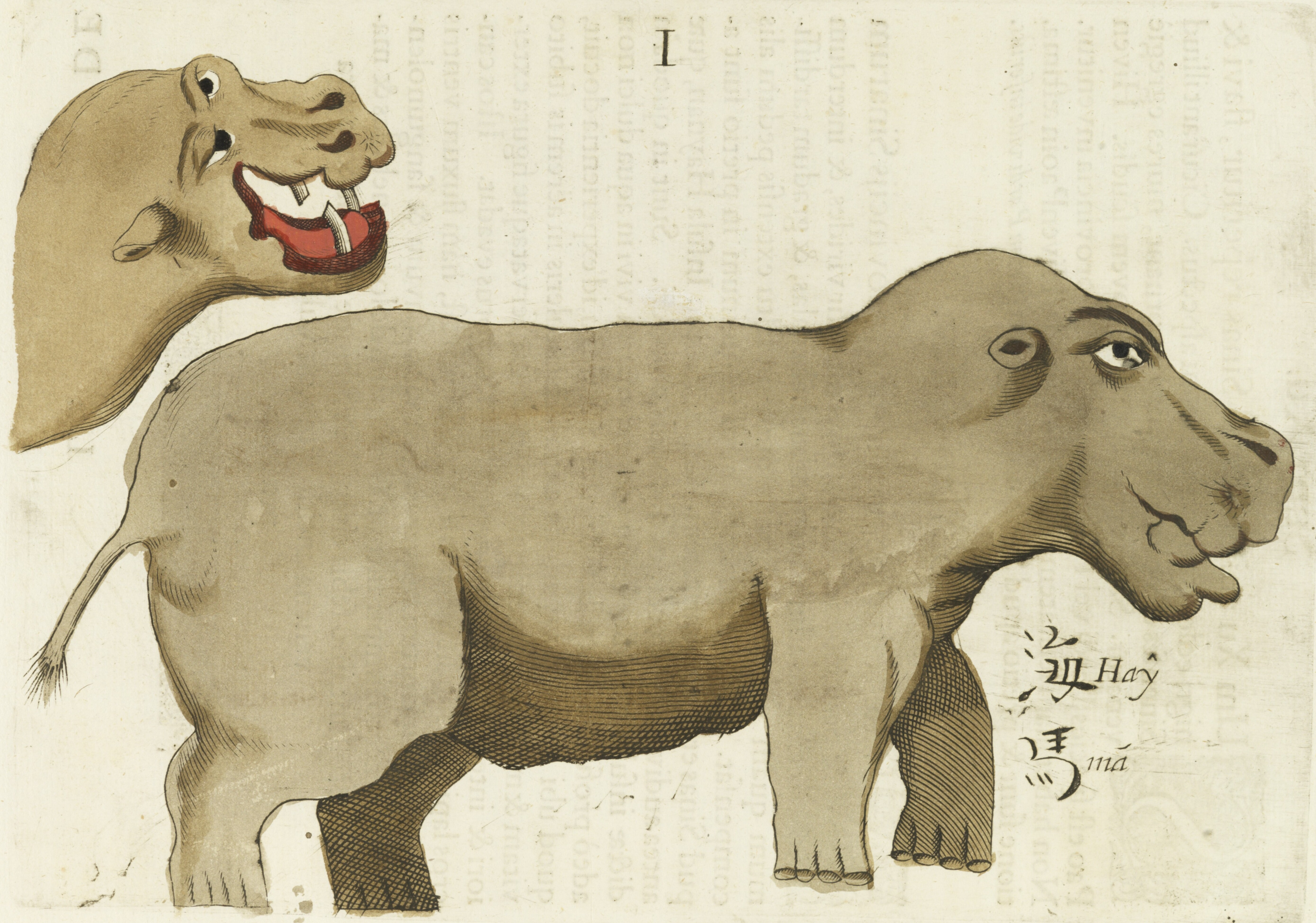
Ippopotamo
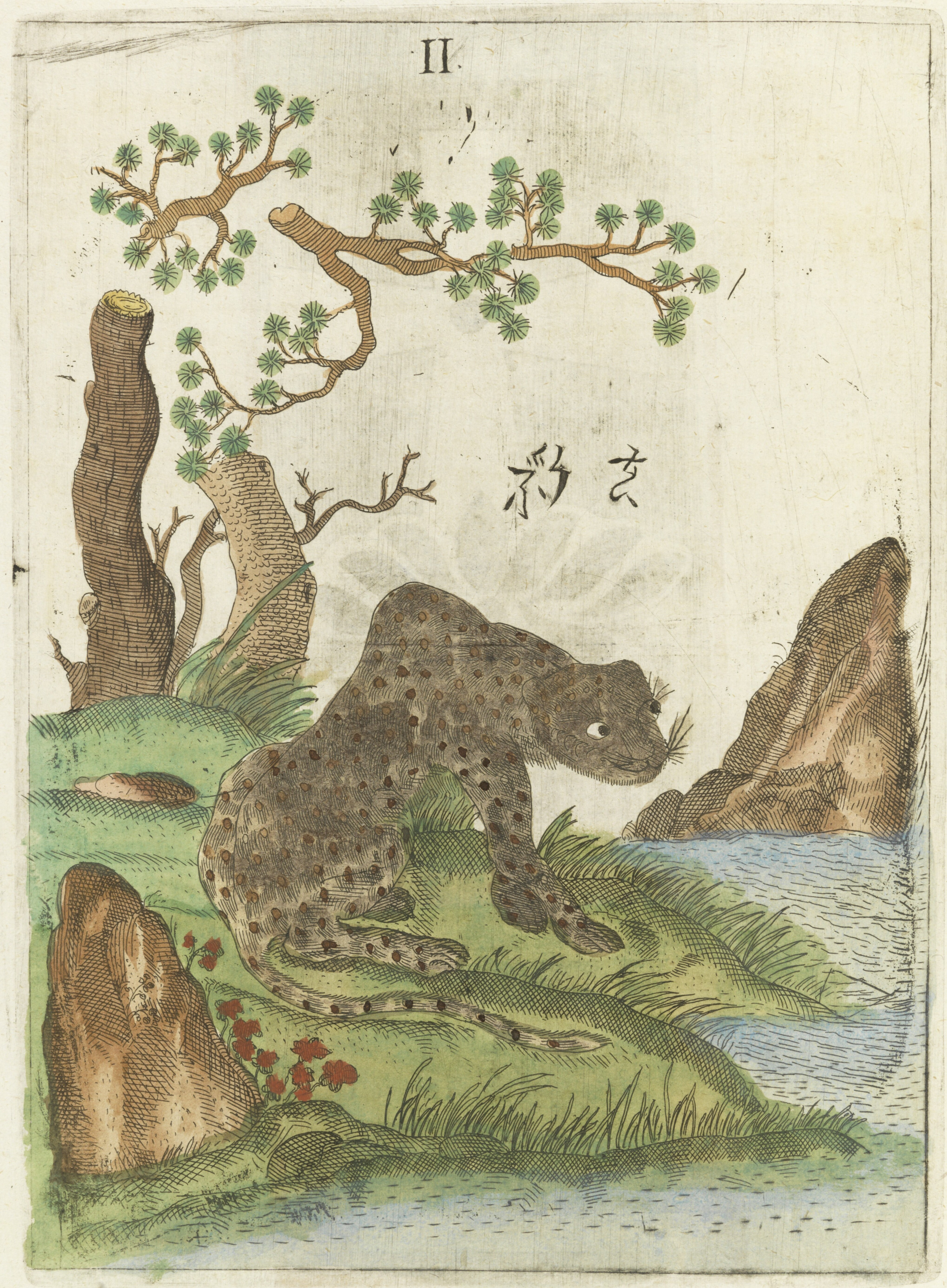
Tigre
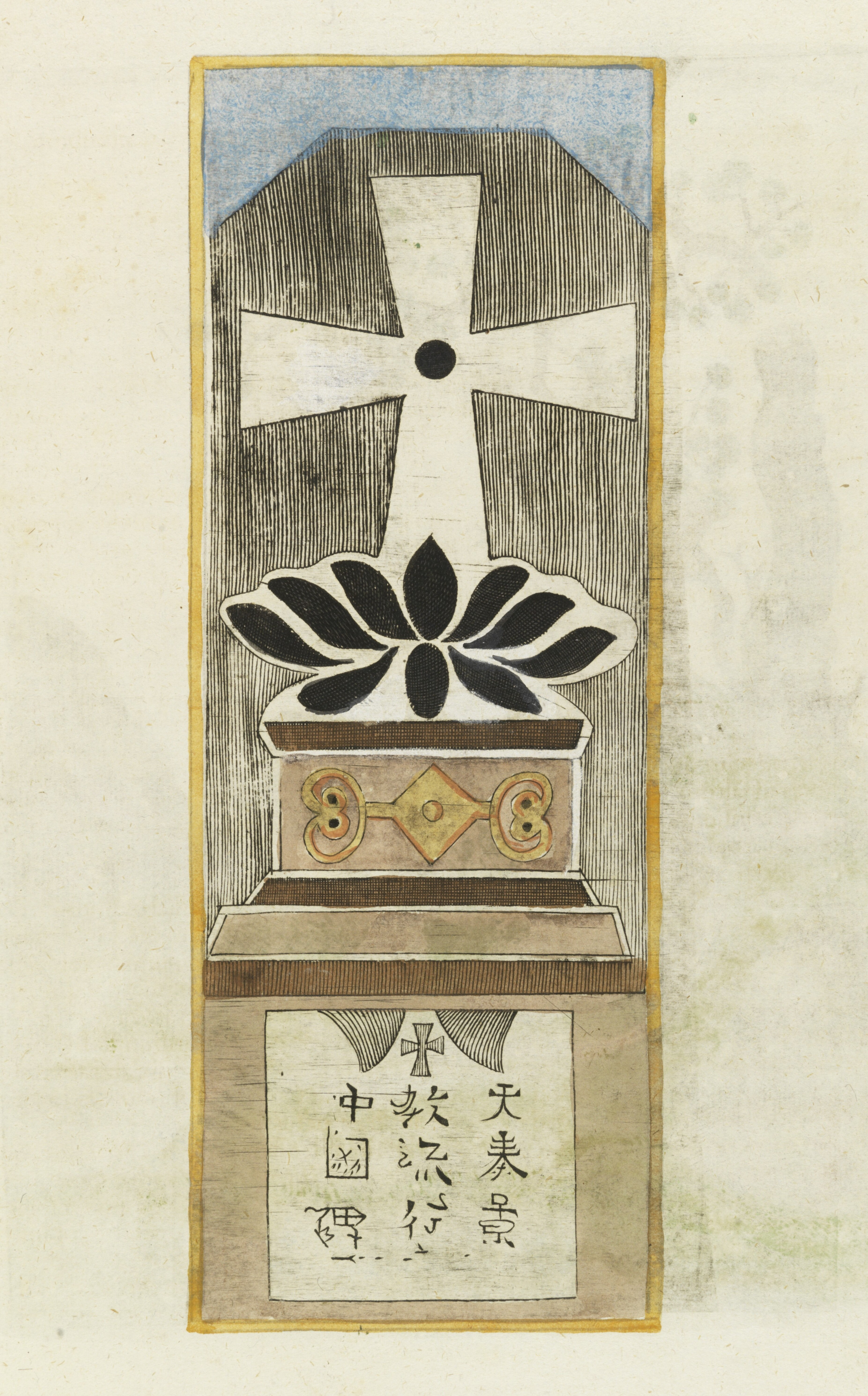
Stele nestoriana
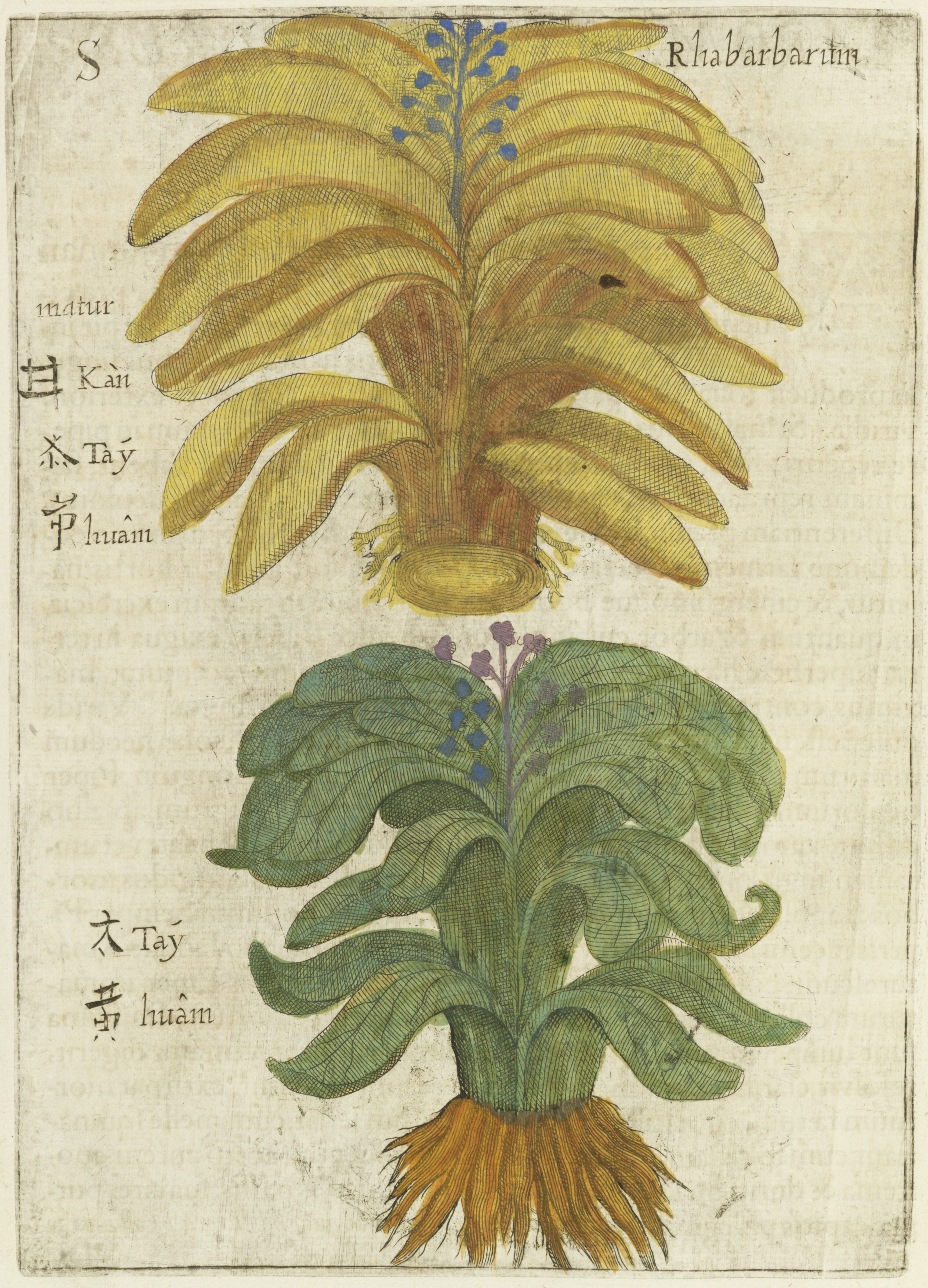
Rabarbaro
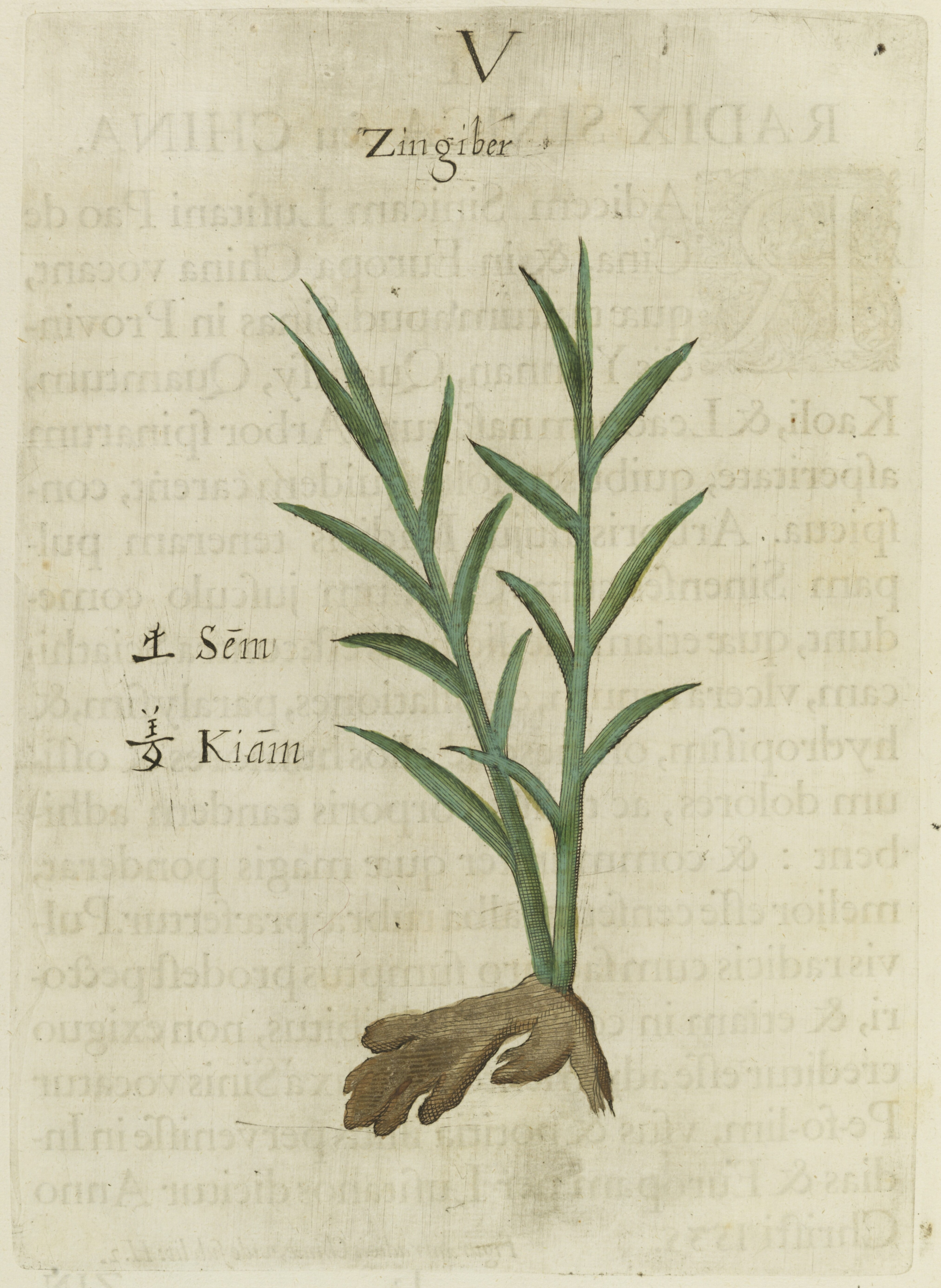
Zenzero
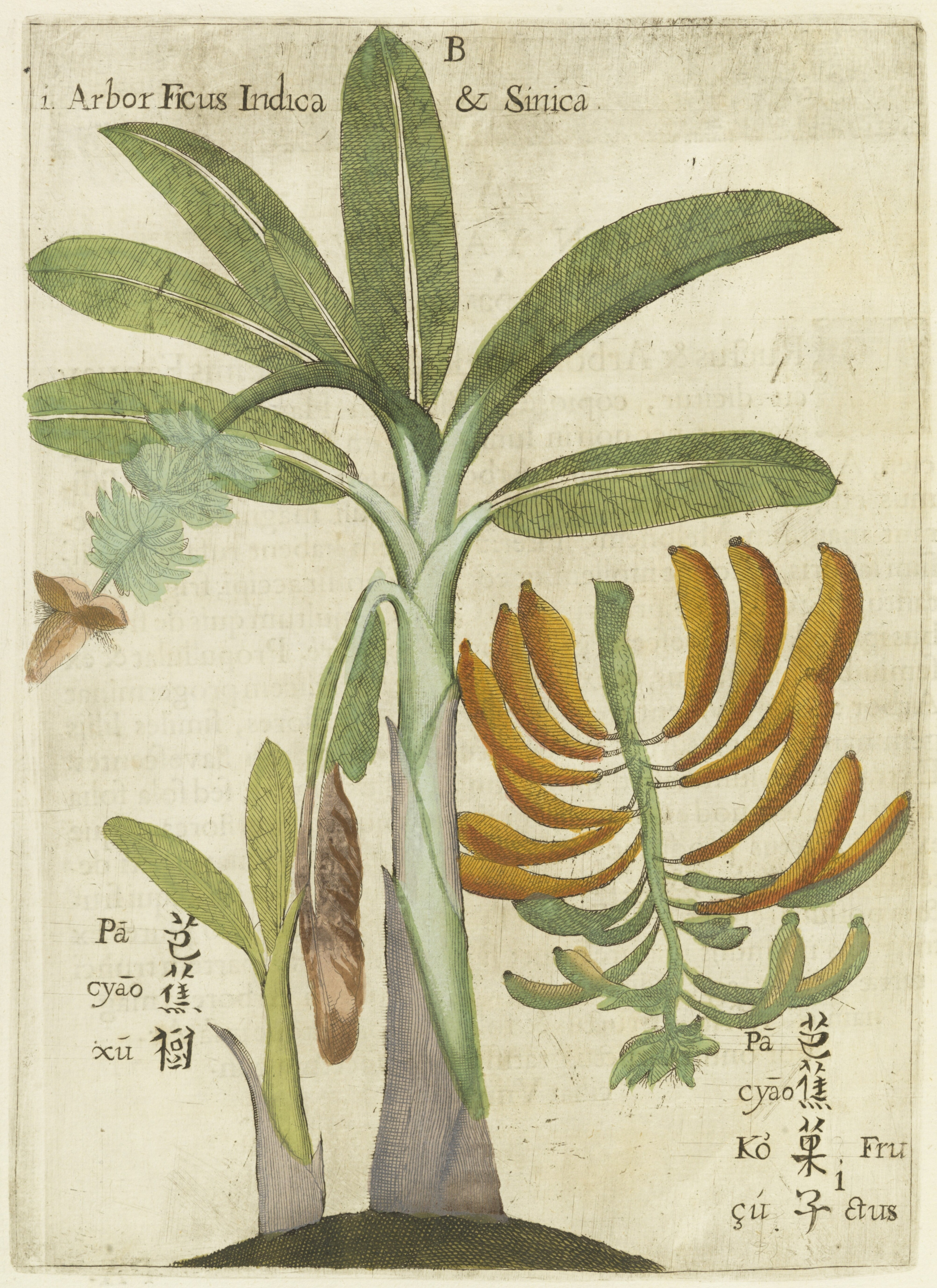
Banana
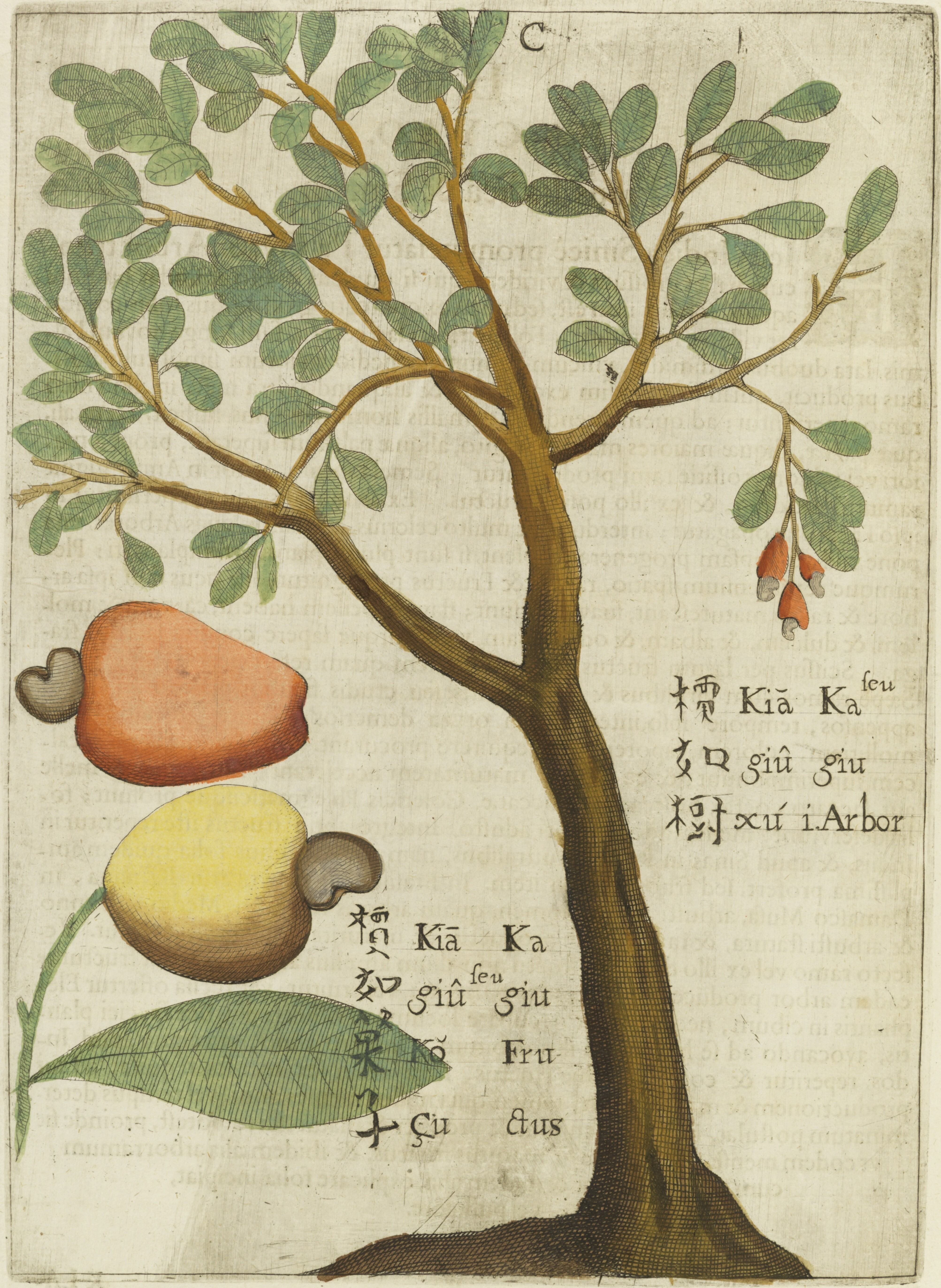
Anacardio